# Сивинское
Сивинское — деревня в Большесосновском районе Пермского края. Входит в состав Полозовского сельского поселения.

## Географическое положение
Расположена на берегах реки Нерестовка, вблизи места её впадения в реку Сива, примерно в 14 км к северо-востоку от административного центра поселения, села Полозово. Ранее - д.Алтынцы.

## Население
| 2010 |
| ---- |
| 91   |

## Улицы[2]
- 1-я ул.
- 2-я ул.
- Зелёная ул.

## Топографические карты
- Лист карты O-40-85 Петропавловск. Масштаб: 1 : 100 000. Состояние местности на 1983 год. Издание 1984 г.